# Guaxupé
Guaxupé is een gemeente in de Braziliaanse deelstaat Minas Gerais. De gemeente telt 51.911 inwoners (schatting 2015).

## Aangrenzende gemeenten
De gemeente grenst aan Guaranésia, Juruaia, Muzambinho, São Pedro da União en Tapiratiba (SP).

## Verkeer en vervoer
De plaats ligt aan de wegen BR-146, BR-491 en MG-450.

## Geboren in Guaxupé
- Hércules de Miranda, "Hércules" (1912-1982), voetballer